# Asociación Hermanos Saíz
La Asociación Hermanos Saíz (AHS), con más de 3500 miembros, es una organización cultural de Cuba que agrupa a los más relevantes escritores, artistas, intelectuales y promotores de hasta 35 años. Su sede central se ubica en La Habana, y posee sedes en todas las provincias y en el municipio especial Isla de la Juventud.
La asociación se formó en 1986 en el Encuentro Nacional de Jóvenes Escritores, Artistas y Técnicos de la Cultura, uniendo diversas entidades que promovían la creación artística y literaria, y lleva su nombre en homenaje a Luis Rodolfo Saíz Montes de Oca y Sergio Enrique Saíz Montes de Oca, jóvenes estudiantes que murieron luchando contra la dictadura de Batista.
La AHS organiza diversos eventos, como las Romerías de Mayo, el Festival Longina, el Almacén de la Imagen, los Juegos Florales o el Caimán Rock. También otorga numerosas becas y premios.

## Romerías de Mayo
El evento más importante que organiza la AHS en Cuba es las Romerías de Mayo, un festival cultural internacional que se celebra cada año del 2 al 8 de mayo en la ciudad de Holguín. Este evento, considerado el más emblemático de la AHS, reúne a cientos de jóvenes artistas cubanos y extranjeros en una celebración que fusiona tradición y modernidad.
Durante las Romerías de Mayo, Holguín se convierte en la "Capital del Arte Joven", acogiendo una amplia gama de actividades que incluyen conciertos, exposiciones de artes plásticas, presentaciones teatrales, proyecciones cinematográficas, danzas en espacios públicos y eventos literarios. Además, se llevan a cabo espacios de reflexión como el Congreso de Pensamiento y el Premio Memoria Nuestra, que abordan temas relacionados con la cultura y la identidad.

## Premios de Asociación Hermanos Saíz
La Asociación Hermanos Saíz otorga desde 2013 los Premios Calendario para promover las creaciones literarias de jóvenes escritores cubanos, lo cual les permite la edición en forma de libros y su presentación al año siguiente.